# Дал-бгат

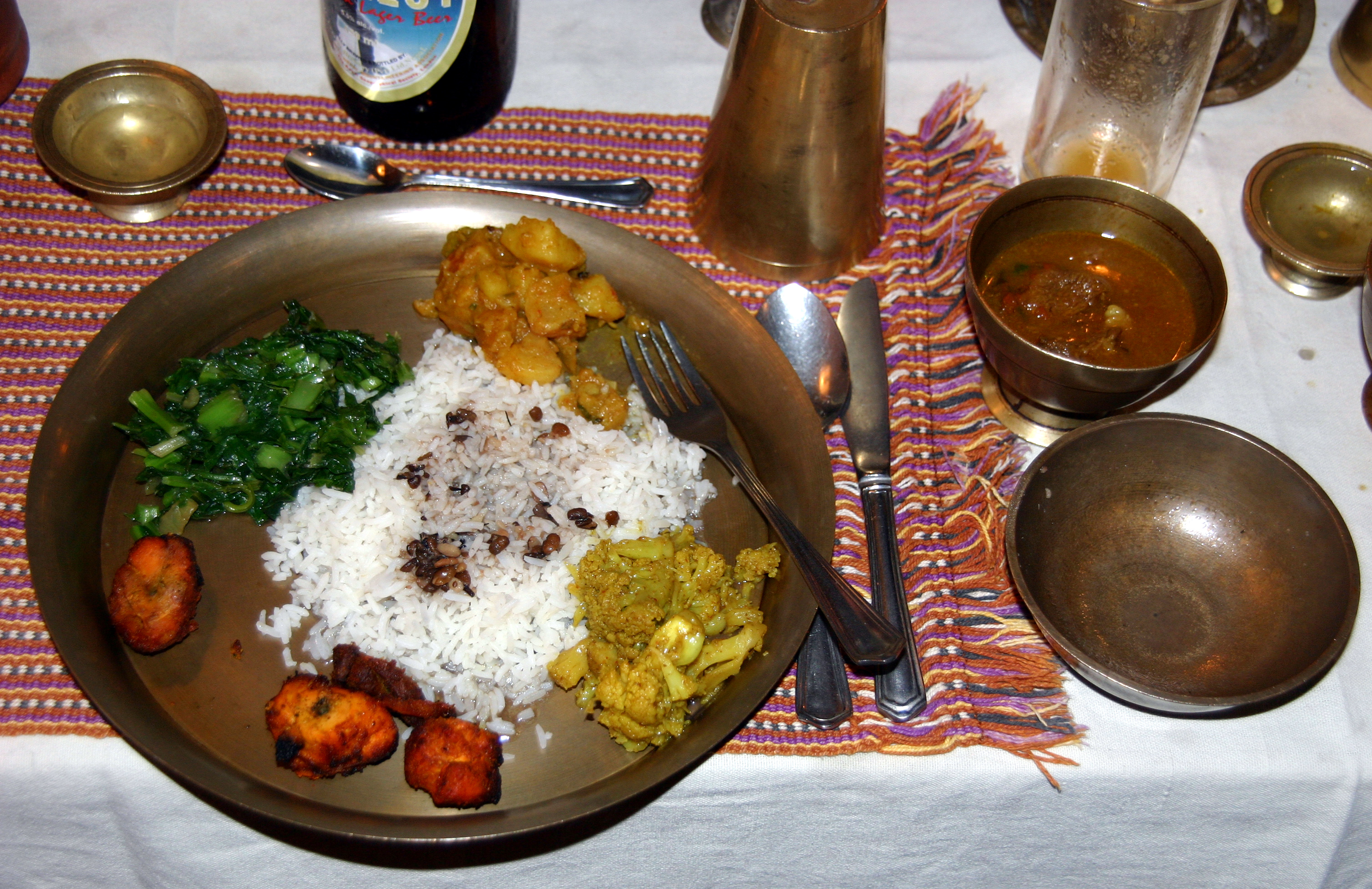
Дал-бгат, Катманду, 2007

Дал-бгат (непальською: दालभात, бенгальською: ডাল ভাত, гуджараті: દાળ ભાત, маратхі: डाळ भात, ассамською: দাইল ভাত Dail bhat / ডালি ভাত dali bhat) — традиційна страва з індійського субконтиненту, популярна в багатьох районах Непалу, Бангладешу та Індії. Складається з пропареного рису і вареного супу з сочевиці, який називається дал. Це основна їжа в цих країнах. Бгат або Шавал означає «варений рис» у ряді індоарійських мов.
На більш висотах в Непалі, понад 2000 метрів, де рис не росте добре, його замінюють на інше зерно, таке як кукурудза, гречка, ячмінь або пшоно, і тоді страва називається дгіндо або ато в Непалі. Бгат може бути доповнений роті (круглими прісним хлібом) в Непалі.
Дал можна готувати разом з цибулею, часником, імбиром, чилі, помідорами або тамариндом на додачу до сочевиці або квасолі. Він завжди містить трави та спеції, такі як коріандр, гарам масала, кмин та куркума. Рецепти залежать від сезону, місцевості, етнічної групи.
Дал-бгат часто подають з овочевими таркарі або торкарі (तरकारी в Непалі) — суміш доступних сезонних овочів. Його також називають Дал Бгат Таркарі (दाल भात तरकारी) в Непалі. Також можуть бути дахі (йогурти) або карі з курки, козячого м'яса або риби. Іноді додають невелику порція квашених овочів (називається ачаром).